# Origins (álbum de Safri Duo)
Este artículo da información sobre el álbum de la banda danesa Safri Duo. Para otros usos ver Origins u Origin.
Origins es el cuarto álbum del dúo danés Safri Duo. Este fue lanzado el 17 de noviembre de 2008.
| N.º   | Título            | Duración |  |
| 1.    | «Origins»         | 4:00     |  |
| 2.    | «Apollo»          | 3:21     |  |
| 3.    | «Twilight»        | 4:21     |  |
| 4.    | «Horizont Part I» | 3:38     |  |
| 5.    | «Athena»          | 4:43     |  |
| 6.    | «Lunar»           | 3:58     |  |
| 7.    | «Supernova»       | 4:10     |  |
| 8.    | «Corpus Rex»      | 2:24     |  |
| 9.    | «Moments»         | 3:34     |  |
| 10.   | «Horizon Part II» | 5:53     |  |
| 40:15 |                   |          |  |